# 김동휘 (연출가)
김동휘(1981년 ~ )는 KBS 드라마본부의 프로듀서이다.

## 경력
- KBS 드라마본부 프로듀서

## 연출한 프로그램
- 쌈 마이웨이
- 조선로코-녹두전